# Kryuchok Island
Kryuchok Island (englisch; russisch Остров Крючок Ostrow Krjutschok, deutsch ‚Haken-Insel‘) ist eine Insel vor der Ingrid-Christensen-Küste des ostantarktischen Prinzessin-Elisabeth-Lands. In der Gruppe der Rauer-Inseln liegt sie 1,5 km vor dem nordwestlichen Ausläufer von Filla Island.
Norwegische Kartografen kartierten sie 1946 anhand von Luftaufnahmen der Lars-Christensen-Expedition 1936/37. Weitere Luftaufnahmen entstanden bei der US-amerikanischen Operation Highjump (1946–1947), bei einer sowjetischen Antarktisexpedition im Jahr 1956 sowie bei Kampagnen der Australian National Antarctic Research Expeditions in den Jahren 1957 und 1958. Die von den sowjetischen Wissenschaftlern vorgenommene Benennung übertrug das Antarctic Names Committee of Australia in einer transkribierten Teilübersetzung ins Englische.